# Unió Coral (Sant Feliu de Llobregat)
La seu de la Unió Coral és un edifici de Sant Feliu de Llobregat (Baix Llobregat) protegit com a bé cultural d'interès local.

## Descripció

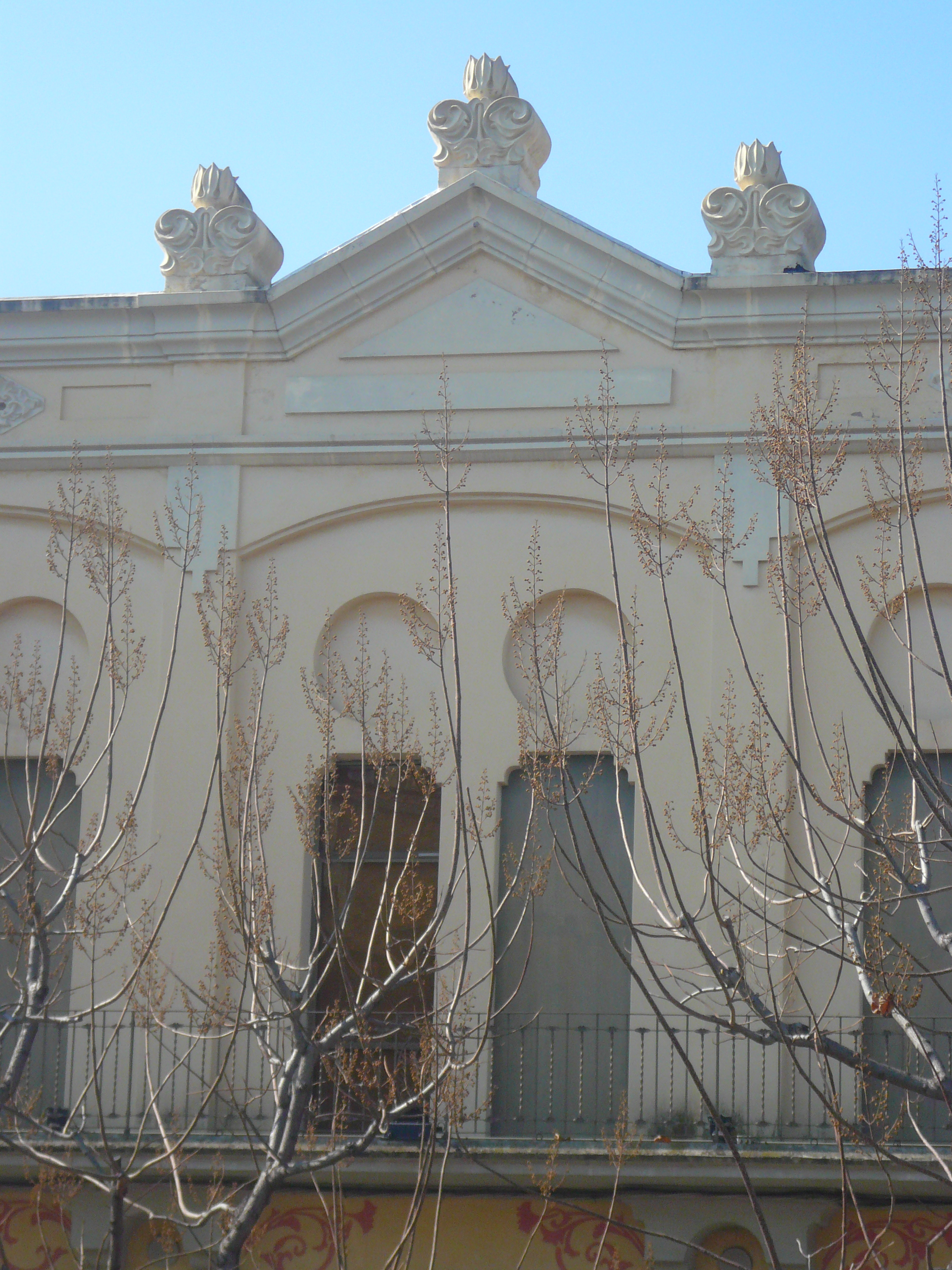
Detall del primer pis. Sobre les balconeres aparellades s'hi veuen els falsos rosetons circulars i l'arc fals molt rebaixat que emmarca el conjunt de balconeres i rosetons.

L'edifici és de planta rectangular, i consta de planta baixa, pis i mansarda. Totes les obertures de la planta baixa són d'arc rebaixat. Al primer hi pis trobem un balcó amb una barana de ferro recorrent tota la façana, que junt amb un seguit d'arcs falsos rebaixats que emparen un parell d'obertures amb rosetó fals al mig, dona un ritme harmoniós a la façana principal. L'acabament d'aquesta façana està resolt amb un fris amb romboides de terracota. Una cornisa delimita l'edifici. A la façana secundària es repeteixen alguns d'aquests elements.

## Història
Aquesta entitat va començar cap al 1876 amb el nom de "Mutuo Apoyo" i inicialment la van constituir 150 socis que formaven una coral. Més tard van canviar el nom per l'actual i fou quan adquirien un solar per a constituir l'edifici de l'entitat. En poc més cinquanta anys van passar a ser 1500 socis. El 1980 es va enderrocar la teulada; un cap de biga malmès va provocar la caiguda d'un cavall.
Actualment, la Unió Coral segueix essent una entitat activa fa activitats diverses, que inclouen cursos de balls de saló, una secció de billar i una d'escacs i els dos cors de l'entitat (el cor de la Unió i un cor jove).